# Transkulturowa psychoterapia pozytywna
Transkulturowa psychoterapia pozytywna jest modalnością psychoterapeutyczną skoncentrowaną na konfliktach intrapsychicznych oraz zasobach psychologicznych człowieka. Za jej twórcę uważa się profesora nauk medycznych, psychiatrę i psychologa Nossrata Peseschkiana.
Transkulturowa psychoterapia pozytywna swoją nazwę wywodzi od łacińskiego terminu "positum", który oznacza: "to wszystko co jest nam dane, to wszystko, co jest rzeczywiste". Koncepcja positum zakłada, że prawdziwą naturę człowieka opisują nie tylko jego choroby, dysfunkcje czy ograniczenia, ale również jego zdolności, umiejętności oraz zasoby psychologiczne. W swej istocie nawiązuje ona do holistycznego rozumienia istoty ludzkiej. Jednocześnie wykracza poza wymiar jednostkowy, obejmując swoim zasięgiem całokształt doświadczeń człowieka, z uwzględnieniem odmienności rasowych, etniczych, religijnych, narodowościowych czy kulturowych.
Transkulturowa psychoterapia pozytywna jako modalność psychoterapeutyczna jest rozpoznawana przez wszystkie główne światowe i europejskie organizacje zrzeszające szkoły psychoterapii. Jest członkiem: Międzynarodowej Federacji Psychoterapii (IFP), Światowej Rady Psychoterapii (WCP)oraz Europejskiego Stowarzyszenia Psychoterapii (EAP). Jednocześnie posiada uprawnienia European Wide Accrediting Organization (EWAO) i jest akredytowana w ramach World Certificate of Psychotherapy.